# Louis Malespina
Louis Ferdinand Malespine dit Malespina, né le 21 juin 1874 à Saint-Nicolas-de-Port (Meurthe-et-Moselle) et mort le 16 août 1949 à Paris (15e arrondissement), est un peintre, illustrateur et sculpteur français. Ses œuvres ont fait partie des concours artistiques des Jeux olympiques d'été de 1928 et de 1932.

## Galerie d'images

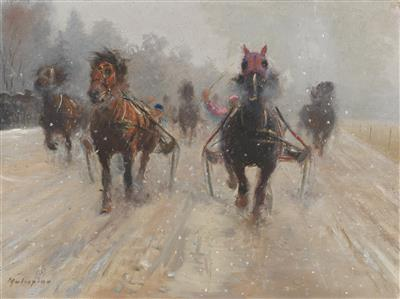
Trotting Race in the Snow.
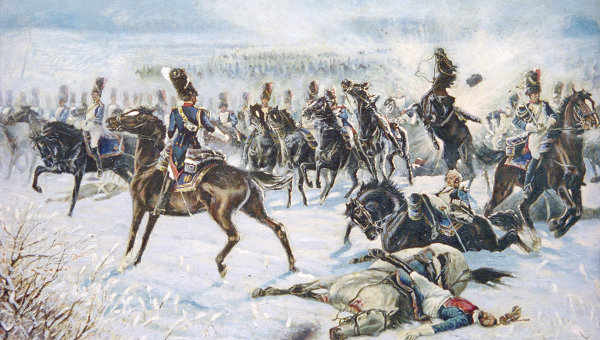
Les grenadiers à cheval de la Garde à Eylau, 1807.
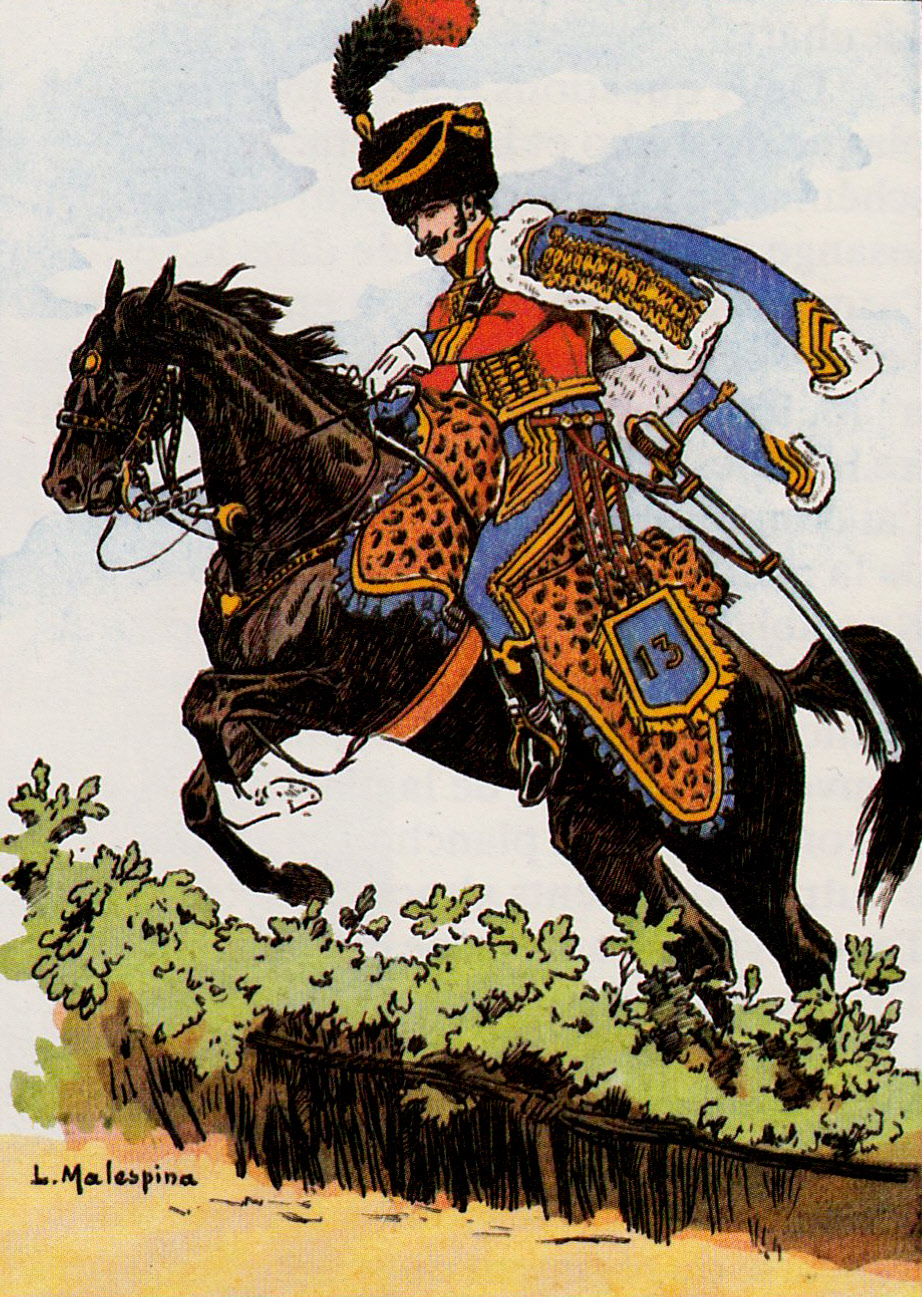
Officier du 13e régiment de hussards, 1814.

## Distinctions
Il remporte une Médaille d'Or en 1925 (Mentions en 1910 et 1911).